# Catarroja Club de Fútbol
El Catarroja Club de Fútbol es un club de fútbol de España del municipio de Catarroja (Valencia) España. Fue fundado en 1924 y actualmente juega en la Lliga Segona FFCV (antigua 1.ª regional Valenciana
Su mejor temporada fue la 2013/2014, donde jugó en la tercera división del futbol español.

## Historia
El Catarroja CF fue fundado en 1924 con el nombre de Olimpic Fútbol Club de Catarroja. 
Ha jugado 28 temporadas en Tercera División, llegando a proclamarse campeón de esta categoría en la temporada 1980/81 y subcampeón en la 1981/82. 
En La temporada 2011/2012 vuelve a proclamarse campeón de Liga después de muchos años y jugará la Copa del Rey por 3.ª vez en su Historia. 
Edición 1982
- Primera eliminatoria
CD Alcoyano 4 - 2 Catarroja CF
Catarroja CF 4 - 0 CD Alcoyano
- Segunda eliminatoria
Levante UD 2 - 1 Catarroja CF
Catarroja CF 1 - 5 Levante UD
Edición 1983
- Primera eliminatoria
CD Alcoyano 3 - 3 Catarroja CF
Catarroja CF 1 - 2 CD Alcoyano
Edición 2013 - Primera eliminatoria (partido único)
Catarroja CF 0-2 Deportivo Alaves SAD
Uno de los jugadores más míticos que se recuerdan en el Catarroja CF fue el delantero Isidro Royo Fortea en el año 1966.

## Equipaciónes
- Uniforme titular: Camiseta blanquiazul a rayas verticales, pantalón blanco y medias blancas o a rayas horizontales blanquiazules.
- Uniforme alternativo: Camiseta roja, pantalón rojo y medias rojas.

## Estadio
El Catarroja C. F. juega en el Estadio Mundial 82. 
.Tiene capacidad para 5.000 espectadores en total. El terreno de juego es de césped artificial.
El estadio Mundial 82 fue inaugurado el 26 de septiembre de 1984 en un partido Catarroja C. F. - Valencia C. F. que acabó 1-1.

## Datos del club
- Tercera División 3a RFEF  28
  - Tercera División: 2 veces Campeón de Liga 1980/1981 y 2011/2012.
- Regional Preferente (1a FFCV): 21
- Primera Regional (2a FFCV)  21
- Segunda Regional (3a FFCV) 4

## Cronología de los entrenadores
- José Luis Oltra (2001-2002).
- Álvaro Cervera (2002-2003).
- Ángel Puchades (2003-2004).
- Álvaro Cervera (2004-2005).
- Paco López (2005-2008).
- Toni López (2008-2009).
- Ángel Puchades (2009-2011).
- John Clarkson (2011-2012).
- Vicente Bacete (2012).
- Jero López (2013).
- José Hernández (2013-2014).
- Vicente Sancho (2015).
- Francisco José Naranjo (2016).
- Juan Carlos Romero (2016-2017).
- Víctor Cardona (2017-2019).
- Sergio García Rey (2019-2020).
- Alberto Montes (2020-2021).
- Roberto Carbonell (2021).
- Alberto Zacares (2023).
- Emilio Lopez (2024-2025).
- Edu Revert (2025-2026).